# The Devil Wears Prada

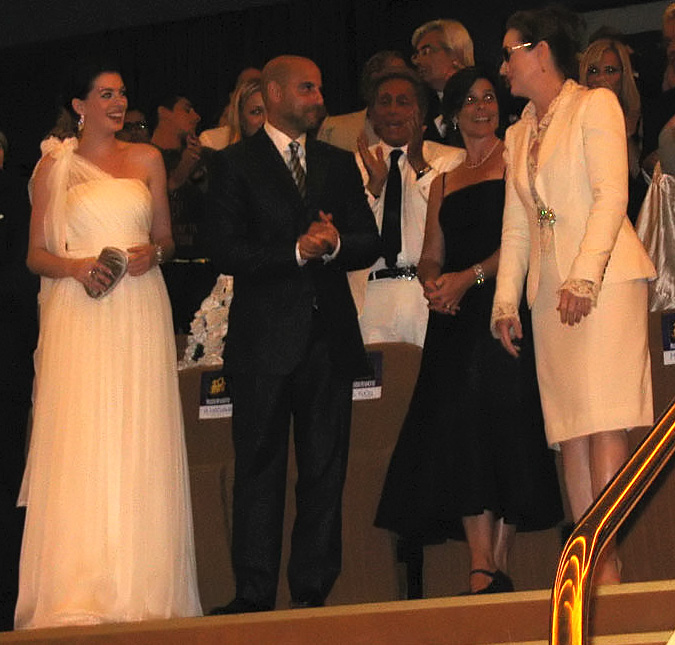
Makers van The Devil Wears Prada bij de première van de film

The Devil Wears Prada is een Amerikaanse komedie uit 2006 van regisseur David Frankel. Frankel verfilmde hiervoor het gelijknamige boek (in het Nederlands verschenen onder de titel De duivel draagt Prada) van Lauren Weisberger.

## Verhaal
Andrea 'Andy' Sachs heeft moeite om een eerste baan te vinden als journaliste. Bij gebrek aan betere opties solliciteert ze bij het modetijdschrift Runway, waar ze de tweede assistente wordt van hoofdredactrice Miranda Priestly. Hoewel het werk weinig met journalistiek te maken heeft, hoopt Andy dat een functie bij Runway op haar cv de weg zal openen naar betere carrièremogelijkheden.
Werken voor Priestly blijkt echter een nachtmerrie. Priestly verwacht dat iedereen zich volledig naar haar grillen schikt en onmiddellijk gehoor geeft aan al haar wensen. Toch besluit Andy alles op alles te zetten om aan de onmogelijke eisen van de hoofdredactrice te voldoen en een goede indruk te maken op haar snobistische collega’s : eerste assistente Emily en ontwerper Nigel. Naarmate ze steeds meer tijd aan haar werk besteedt, verwaarloost ze haar vriend Nate en hun vrienden Lily en Doug.  Zonder het zelf te beseffen raakt Andy steeds verder verwijderd van haar oude leven. De avances van de charmante en gerespecteerde journalist Christian Thompson zetten haar prioriteiten uiteindelijk volledig op scherp.

## Thematiek

### Postfeminisme en de rol van uiterlijk
De film laat zien hoe uiterlijk en consumentisme worden gebruikt als maatstaf voor succes in een postfeministische wereld. Andy’s transformatie naar een modebewuste professional lijkt haar te emanciperen, maar onderwerpt haar tegelijkertijd aan patriarchale schoonheidsnormen. Dit toont aan hoe moderne vrouwen worden aangespoord om uiterlijke perfectie en materiële status na te streven om respect en vooruitgang te verdienen, zowel in hun persoonlijke leven als in hun carrière.

### Werk versus privéleven
Andy’s toewijding aan haar werk brengt grote offers in haar persoonlijke leven. Haar relaties met vrienden en haar vriend Nate lijden onder de lange werkuren en constante beschikbaarheid die haar baan vereist. Dit wordt gespiegeld in Miranda Priestly’s situatie, wiens huwelijk strandt vanwege haar werkdruk. De film stelt de vraag of volledige carrièretoewijding de moeite waard is en benadrukt de impact van werk op persoonlijke relaties.

### Communicatie en machtsdynamiek in de werkomgeving
De manier waarop personages in de film communiceren, legt machtsstructuren bloot. Miranda gebruikt directe opdrachten ("op de man af") om haar autoriteit te onderstrepen, terwijl anderen zoals Nigel en Andy vaker “positieve beleefdheid” inzetten om respect te tonen en relaties te verbeteren. Deze contrasten benadrukken hoe hiërarchie en samenwerking zich uiten in een veeleisende werkomgeving.

### Keuzevrijheid en identiteit
De film stelt de vraag: hoe ver ga je voor succes? Andy’s keuze om haar baan op te geven symboliseert het belang van trouw blijven aan je eigen waarden. Ze verwerpt het idee dat carrièredoelen de volledige opoffering van persoonlijke relaties en identiteit vereisen. Dit laat zien hoe de film zowel waarschuwt voor als kritisch kijkt naar de aantrekkingskracht van een succesvolle carrière.

## Rolverdeling
- Meryl Streep - Miranda Priestly
- Anne Hathaway - Andrea Sachs
- Emily Blunt - Emily
- Stanley Tucci - Nigel
- Simon Baker - Christian Thompson
- Adrian Grenier - Nate
- Tracie Thoms - Lily
- Rich Sommer - Doug
- Daniel Sunjata - James Holt
- David Marshall Grant - Richard Sachs
- James Naughton  - Stephen
- Tibor Feldman - Irv Ravitz
- Rebecca Mader - Jocelyn
- Jimena Hoyos - Lucia
- Gisele Bündchen - Serena
- George C. Wolfe - Paul
- John Rothman - Redacteur
- Stephanie Szostak - Jacqueline Follet
- Colleen Dengel - Caroline
- Suzanne Dengel - Cassidy
- Heidi Klum - Zichzelf
- Valentino Garavani - Zichzelf
- Bridget Hall - Zichzelf
- Ines Rivero - Klapper in lift
- Alyssa Sutherland - Klapper
- Robert Verdi - Mode verslaggever
- Paul Keany - St. Regis butler
- Davide Callegati - Massimo
- Rori Cannon - Meisje op feest
- Stan Newman - John Folger
- James Cronin - Ambassadeur
- Eric Seltzer - Roy
- Lindsay Brice - PR vrouw
- Steve Benisty - Mode fotograaf
- John Graham - Boek jongen
- Wells Dixon - Miranda's chauffeur

## Filmmuziek
De filmmuziek is een compilatie van eigentijdse nummers die gebruikt werden om essentiële scènes in de film te ondersteunen, het twaalfde nummer is een resumé van de originele muziek voor deze film, gecomponeerd door Theodore Shapiro.
1. Vogue, Madonna - 05:19
2. Bittersweet Faith, Bitter:Sweet - 4:20
3. City of Blinding Lights, U2 - 05:44
4. Seven days in sunny june, Jamiroquai - 04:00
5. Crazy, Alanis Morissette - 03:38
6. Beautiful, Moby - 03:10
7. How Come, Ray LaMontagne -04:28
8. Sleep, Azure Ray - 5:00
9. Feelin' Hypnotized (Black Liquid Remix), DJ Colette - 04:55
10. Tres Tres Chic, Mocean Worker - 03:39
11. Here I Am (Kaskade Radio Edit), David Morales met Tamra Keenan - 03:38
12. Suite from The Devil Wears Prada, Theodore Shapiro - 06:21

## Achtergrond
Schrijfster Weisberger werkte zelf als assistente voor Anna Wintour, de hoofdredactrice van de Amerikaanse uitgave van modetijdschrift Vogue.

## Trivia
- Verschillende personen uit de echte modewereld verschijnen als zichzelf in de film, zoals modellen Heidi Klum, Bridget Hall en ontwerper Valentino Garavani. Model Gisele Bündchen speelt een bijrolletje als Serena.